# Jacques-Pierre Maygrier
Jacques-Pierre Maygrier est un médecin français né le 11 juin 1771 à Angoulême et mort le 28 avril 1834 à Paris.
Élève d'Antoine Dubois, Maygrier exerça à l'Hôpital Cochin et à l'Hôtel-Dieu. Il est considéré comme un des meilleurs accoucheurs du XIXe siècle. 

## Extrait duDictionnaire historique de la médecine ancienne et moderne
« Maygrier commença ses études médicales à Brest en 1787. Il fut successivement 

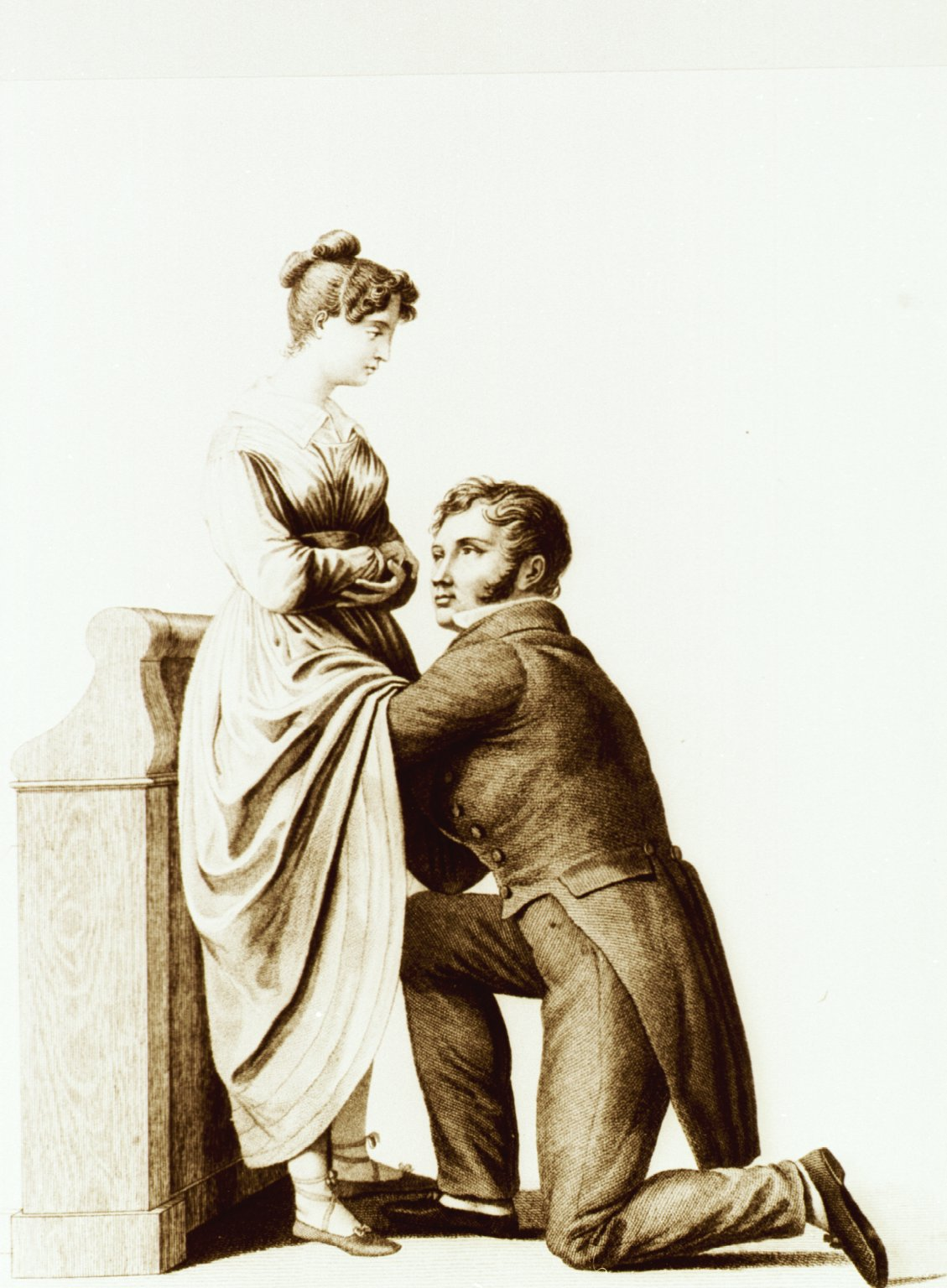
Le toucher debout, planche gravée d'après Antoine Chazal 1822

élève entretenu de la marine, sous-aide, puis chirurgien de seconde classe, et enfin chirurgien-major sur les vaisseaux de l'État. En 1797, il abandonna le service de la marine, et vint reprendre à Paris le cours de ses études. Il fut élève interne à l'hôpital Cochin de 1800 à 1803, et ensuite à l'Hôtel-Dieu. Maygrier commença dès lors à se livrer à l'enseignement; il fit des cours d'anatomie et de physiologie qu'il interrompit en 1814 quand les amphithéâtres particuliers furent supprimés, et des cours d'accouchements qu'il a continués jusque dans les dernières années de sa vie, et qui furent toujours très-suivis. Dans ces cours, comme dans ses ouvrages d'obstétrique, il s'est efforcé de simplifier l'étude des positions du fœtus et des manœuvres de l'accouchemen artificiel. Maygrier est mort en 1835. »

— Jean-Eugène Dezeimeris, Charles Prosper Ollivier, Jacques Raige-Delorme, Dictionnaire historique de la médecine ancienne et moderne, 1837

## Œuvres
- Nouvelle méthode pour manœuvrer les accouchemens, Paris, Ed. Méquignon, 1804
- Dissertation sur la délivrance, Paris, Ed. Méquignon, 1804[2].
- Manuel de l'anatomiste, ou Traité sur la manière de préparer toutes les parties de l'anatomie, suivie d'une description complète de ces mêmes parties, Paris, Éd. J.-S. Merlin, 1811
- Nouveaux élémens de la science et de l'art des accouchemens, Paris, Béchet, 1822, ouvrage illustré de 80 planches gravées en taille-douce par Forestier et François-Louis Couché fils (1782-1849), d'après Antoine Chazal
- Nouvelles démonstrations d'accouchements sur Google Livres, avec planches, 2e  éd., refondue et augmentée par Halmagrand, docteur-médecin, professeur d'accouchements[3], Béchet, 1840